# Ulysses FitzMaurice
Ulysses Fitzmaurice (* 1744 in England; † 21. August 1772 in Grenada) war Vizegouverneur von St. Vincent von 1766 bis 1772 und Gouverneur von Grenada von 1764 bis 1770 und 1771.

## Leben
Ulysses Fitzmaurice galt als unehelicher Sohn des Right Honorable Earl of Kerry, William FitzMaurice (1694–1747) eines irischen Peers. Seine Mutter wurde als einfache Deutsche verzeichnet und er hatte die Halbgeschwister Aboan, James, Robert und John. Sie alle wurden in seinem letzten Willen bedacht und in einer Petition vom 23. Februar 1774.
Er starb auch als Illegitimer und Junggeselle ohne legitime Erben und ohne eigenes Testament, obwohl sein Anwesen aus einer Kaffee-Plantage mit einer Fläche von 400 acre bestand, die so genannte Plantage Bowood in Saint Andrew, Dominica, ein kleines Pachtgrundstück in Kerry, Irland und ein kleines persönliches Anwesen im Wert von £ 3.456.
Sein Bruder Aboan Fitzmaurice stellte eine Petition für das Estate (gegen den Rat des Earl of Shelburne).

## Karriere
Die politische Karriere von Ulysses Fitzmaurice als Vizegouverneur von St. Vincent erscheint kurz (1766–1772). In dieser Epoche war jedoch die Karibik fast ständig in Aufruhr.
Am 2. Dezember 1766 wurde er nach der Amtszeit von Lauchlin McLean zum Lieutenant-Governor von St. Vincent ernannt.
Am 26. Juli 1768 diente er auch als Governor of the Southern Caribbean, wenn sowohl General Robert Melvill, als auch Lieutenant-General Thomas Gore, der Lieutenant-Governor, von der Kolonie abwesend waren.
Anfang 1769 bemühte er sich, eine frustrierte französische, katholische Bevölkerung zu beruhigen, indem er mehrere Franzosen als Friedensrichter in jedem Parish ernannte, und am 15. April 1771, als Mitglieder für das Council gesucht wurden, entschied er sich, zwei Franzosen in die Grenada Assembly aufzunehmen.
Im Juni 1769 musste er zum nahegelegenen St. Vincent reisen und dem Earl of Hillsborough in London Bericht erstatten, Nachdem er mit neun Companien des 32nd Regiment einen Einsatz geleistet hatte um bevorstehende Unruhen der Black Caribs zu verhindern.
Als Commander-in-Chief in und über his Majesty’s Southern Caribbean Islands, Grenada, die Grenadinen, St. Vincent, Dominica und Tobago veröffentlichte er dann am 10. Juni 1769 eine formale Proklamation „um die genannten Caraibes, freien Mulattoes und freien Negroes in vollständigen Genuß ihrer Freiheit zu schützen“.
Fitzmaurice starb am 21. August 1772 auf der Insel Grenada und Lieutenant William Leyborne wurde als Gouverneur ernannt.
Im August 1776 wurde ein Denkmal für den Verstorbenen aufgestellt: „to the late Ulysses Fitzmaurice, commander in chief of the Southern Caribbean Islands“. Es wurde von den Treuhändern seines Anwesens gestiftet.